# 和歌山港駅
和歌山港駅（わかやまこうえき）は、和歌山県和歌山市薬種畑にある南海電気鉄道和歌山港線の駅。同線の終点である。駅番号はNK45-1。
南海電鉄最南端の駅であり、近畿地方および本州の大手私鉄で最南端に位置する駅である。

## 歴史
南海フェリーへの連絡駅としては、1956年（昭和31年）に開業した初代和歌山港駅（後の築港町駅）が存在していた。和歌山港のフェリー乗り場の移転に伴い、和歌山港線の延伸とともに、2代目の和歌山港駅として当駅が開業した。

### 年表
- 1971年（昭和46年）3月6日：和歌山港線水軒延伸と同時に開業[1]。
- 2002年（平成14年）5月26日：当駅 - 水軒駅間廃止。これに伴い和歌山港線の終着駅となる[2]。
- 2012年（平成24年）4月1日：無人化。同時に特急サザン座席指定券の取り扱い・スルッとKANSAI 3dayチケットの販売（関西地域版）および交換（全国版、2day含む）も終了。駅ナンバリングが導入され、使用を開始[3][4]。

## 駅構造
島式1面2線のホームを持つ盛土駅。2階に改札口とコンコース、3階にホームがある。有効長は8両編成分ある。
改札口を出ると、そのまま南海フェリー乗り場への連絡通路（途中、動く歩道あり）に続いている。フェリーの出航5分前に「ルージュの伝言」、乗り換え列車案内に「セシルの週末」、それぞれの曲が案内放送とともに流れている。
無人駅だが、列車発着時は改札前で南海フェリーの社員が乗り換えなどの案内を行う。

### のりば
| のりば | 路線       | 行先       |
| ------ | ---------- | ---------- |
| 1・2   | 和歌山港線 | なんば方面 |

付記事項
- 当駅 - 水軒駅間が廃止されるまでは、1番線の線路が水軒方面に通じていた。
- 2番線は開業当初から行き止まり式であった。

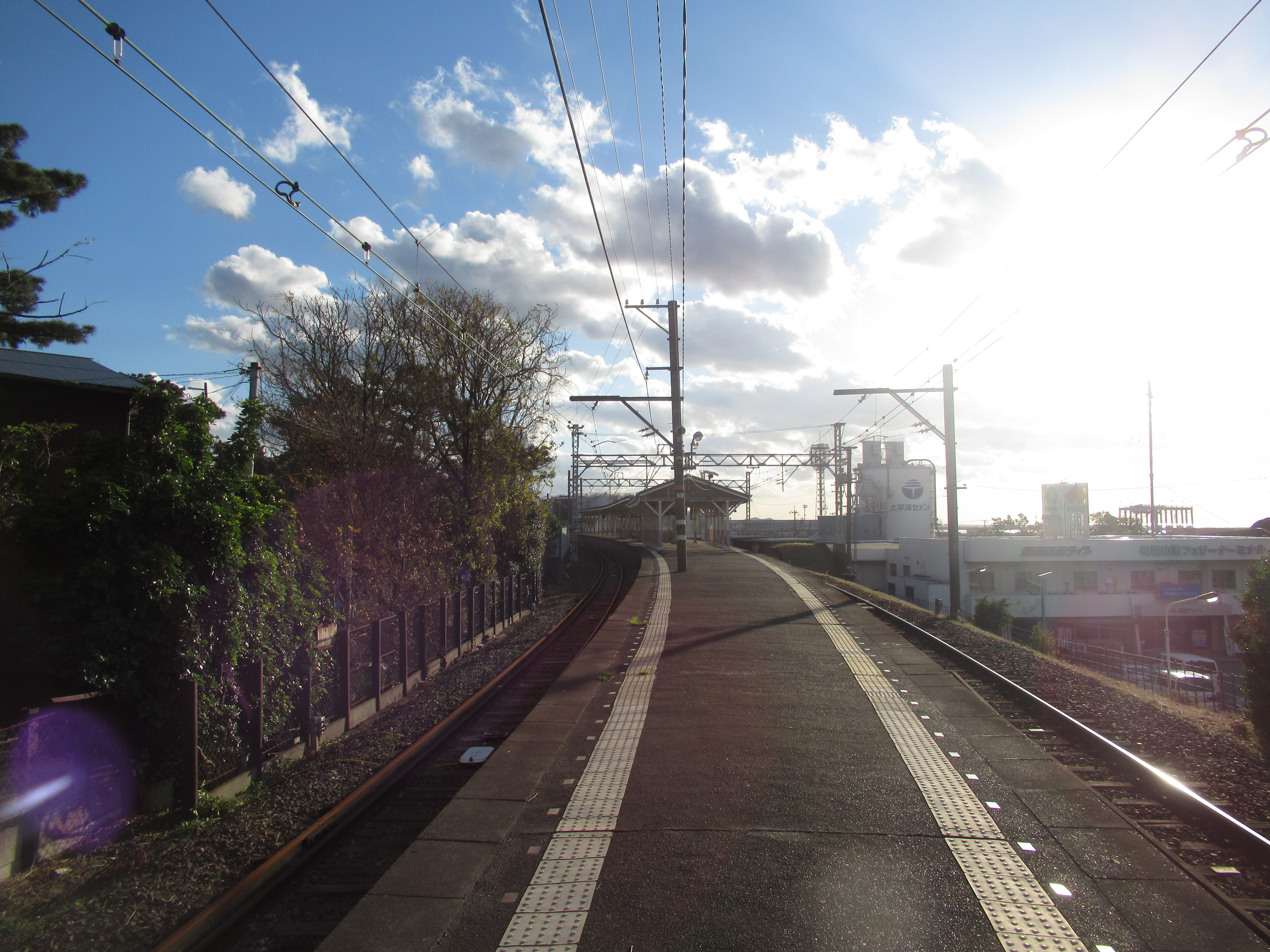
ホーム
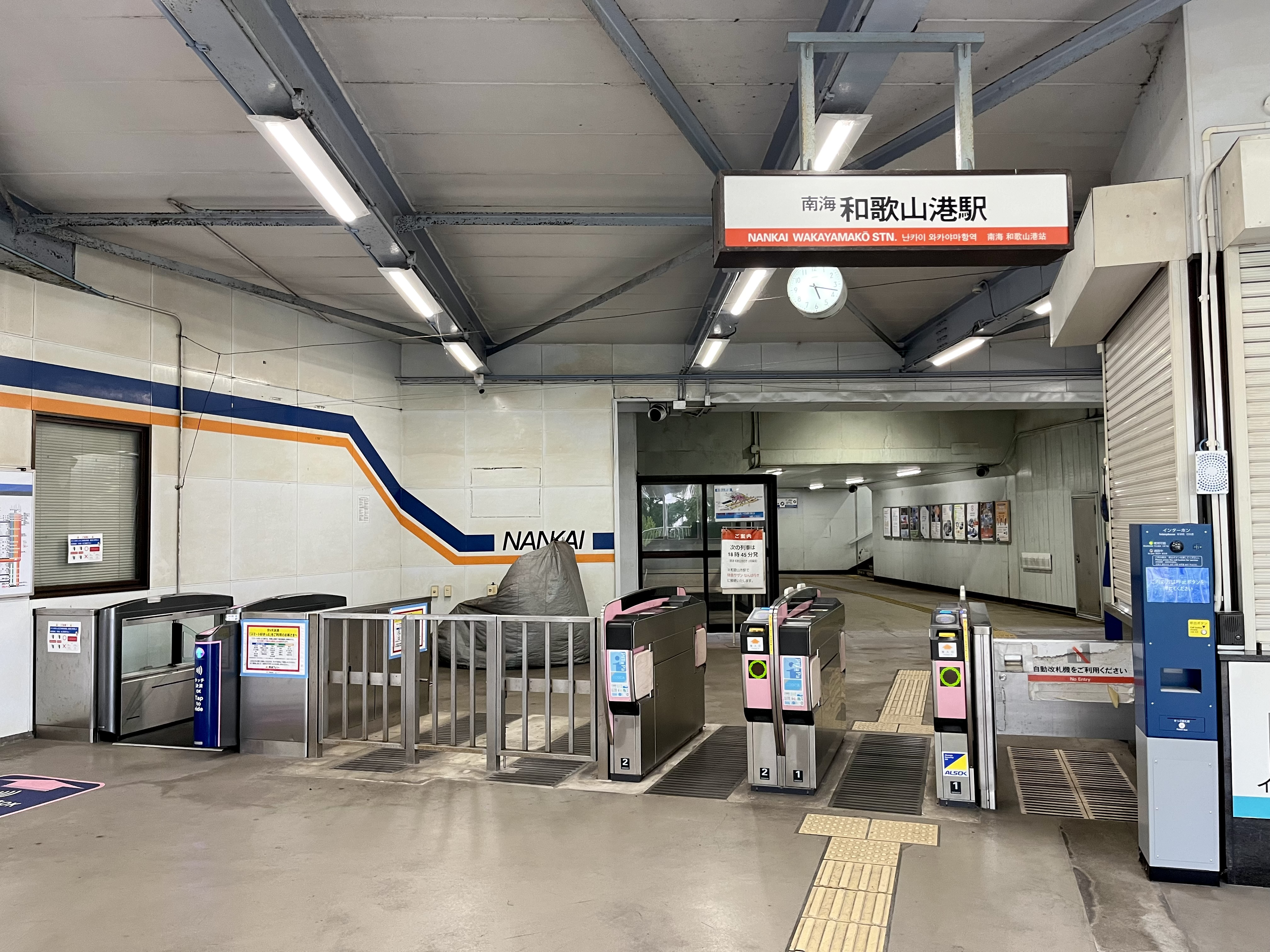
改札口
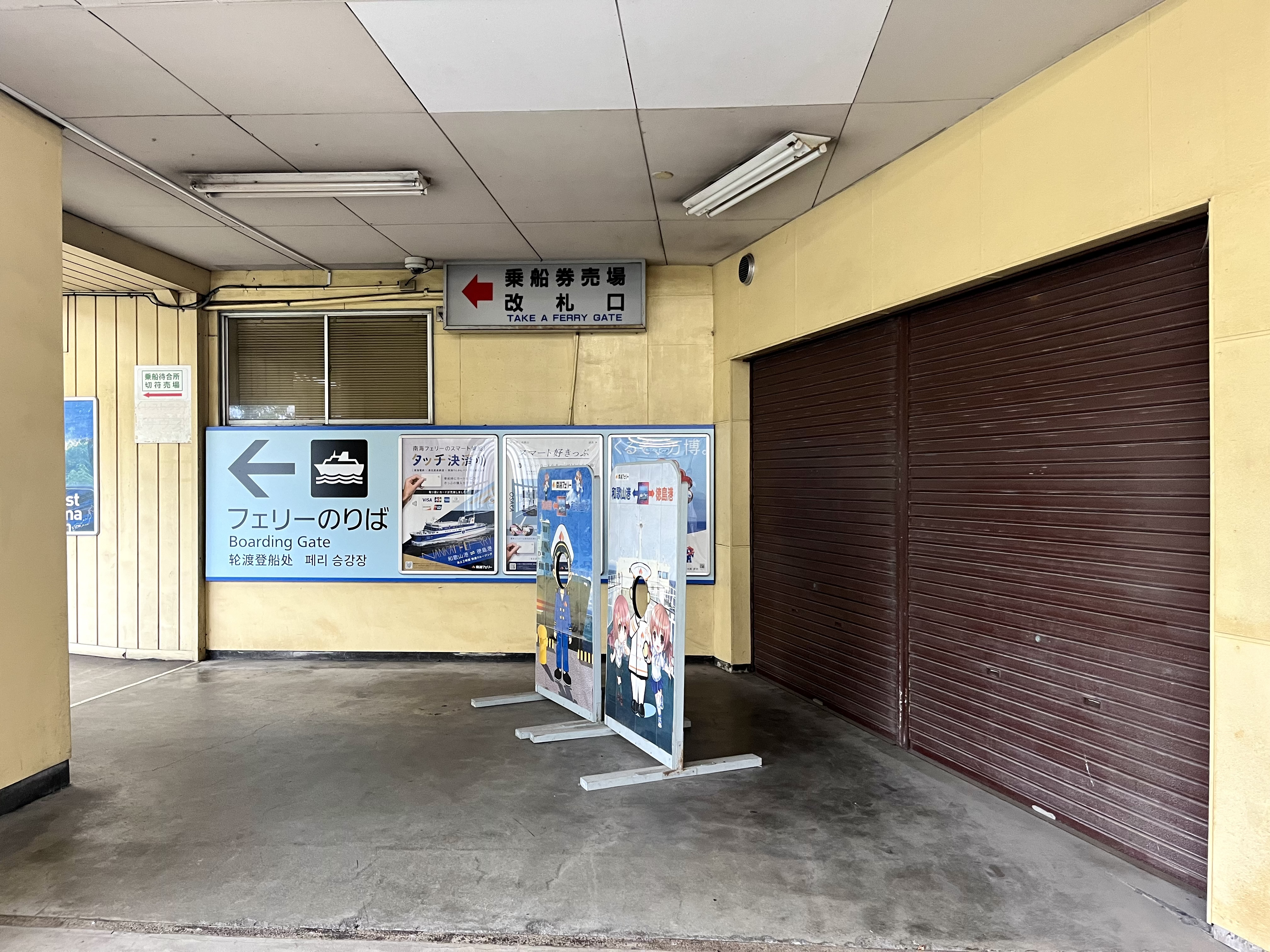
改札口からフェリー乗り場への通路

## 利用状況
2022年（令和4年）度の調査結果では、1日平均乗降人員は346人である。乗降客数は減少傾向にあり、特に1998年の明石海峡大橋開通以降の落ち込みが著しくなっている。
各年度の1日平均乗降人員は下記の通り。
| 年度               | 1日平均 乗降人員 | 南海電鉄に おける順位 | 出典                          |
| ------------------ | ---------------- | --------------------- | ----------------------------- |
| 1980年（昭和55年） | 2,770            |                       | [ 和歌山県統計 1 ]            |
| 1985年（昭和60年） | 2,494            |                       | [ 和歌山県統計 1 ]            |
| 1990年（平成02年） | 2,347            |                       | [ 和歌山県統計 1 ]            |
| 1995年（平成07年） | 2,176            |                       | [ 和歌山県統計 1 ]            |
| 2000年（平成12年） | 1,008            |                       | [ 和歌山県統計 1 ]            |
| 2001年（平成13年） | 905              |                       | [ 和歌山県統計 1 ]            |
| 2002年（平成14年） | 734              |                       | [ 和歌山県統計 1 ]            |
| 2003年（平成15年） | 667              |                       | [ 和歌山県統計 1 ]            |
| 2004年（平成16年） | 612              |                       | [ 和歌山県統計 1 ]            |
| 2005年（平成17年） | 609              |                       | [ 和歌山県統計 1 ]            |
| 2006年（平成18年） | 641              |                       | [ 和歌山県統計 1 ]            |
| 2007年（平成19年） | 654              |                       | [ 和歌山県統計 1 ]            |
| 2008年（平成20年） | 589              |                       | [ 和歌山県統計 1 ]            |
| 2009年（平成21年） | 509              |                       | [ 和歌山県統計 1 ]            |
| 2010年（平成22年） | 524              |                       | [ 和歌山県統計 1 ]            |
| 2011年（平成23年） | 484              |                       | [ 和歌山県統計 1 ]            |
| 2012年（平成24年） | 456              | 85位                  | [ 和歌山県統計 1 ]            |
| 2013年（平成25年） | 438              | 85位                  | [ 和歌山県統計 1 ]            |
| 2014年（平成26年） | 430              | 85位                  | [ 和歌山県統計 1 ]            |
| 2015年（平成27年） | 457              | 85位                  | [ 和歌山県統計 1 ]            |
| 2016年（平成28年） | 473              | 85位                  | [ 和歌山県統計 1 ]            |
| 2017年（平成29年） | 485              | 85位                  | [ 和歌山県統計 1 ]            |
| 2018年（平成30年） | 504              | 84位                  | [ 南海 2 ] [ 和歌山県統計 1 ] |
| 2019年（令和元年） | 478              | 84位                  | [ 南海 2 ] [ 和歌山県統計 1 ] |
| 2020年（令和02年） | 262              | 87位                  | [ 南海 2 ]                    |
| 2021年（令和03年） | 277              | 86位                  | [ 南海 3 ]                    |
| 2022年（令和04年） | 346              | 83位                  | [ 南海 1 ]                    |

## 駅周辺

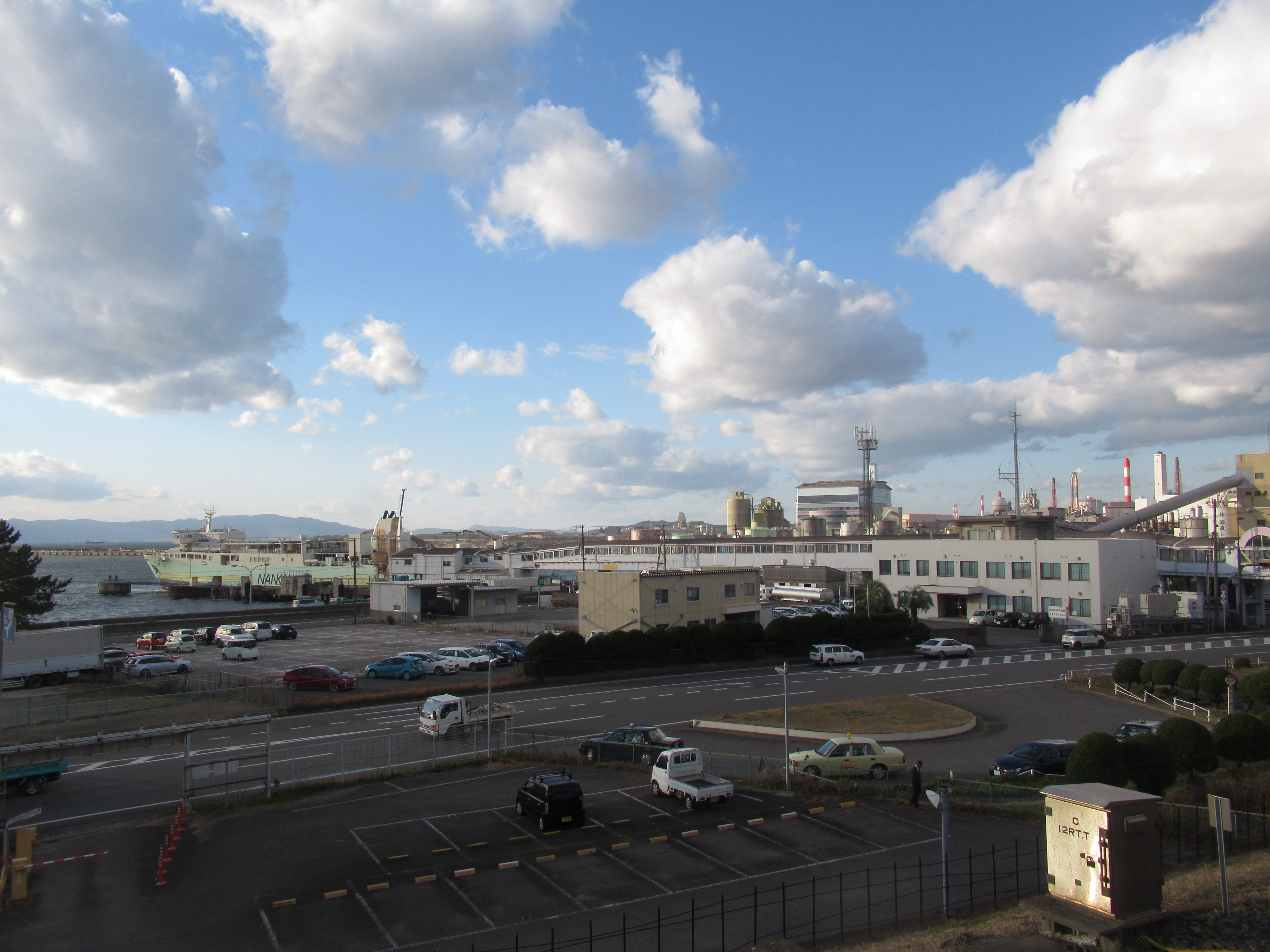
駅前広場と周辺（2018年12月）

海沿いに工場、倉庫が立ち並び、和歌山港に関連する官公庁施設もある。
- 紀の川（一級河川）
- 紀の川河口大橋
- 和歌山県道16号和歌山港線
- 花王 和歌山工場・和歌山研究所
- 近畿地方整備局 和歌山港湾事務所（道路を挟んで駅の向かい）
- 近畿運輸局 和歌山運輸支局
- 和歌山港湾合同庁舎（港橋付近）
  - 海上保安庁 第五管区和歌山海上保安部
  - 出入国在留管理庁大阪出入国在留管理局 和歌山出張所
  - 大阪税関 和歌山税関支署
- 和歌山市中央卸売市場

### バス路線
最寄停留所は和歌山港駅となる。以下の路線が乗り入れ、和歌山バスにより運行されている。
- 160系統（湊線）：JR和歌山駅行 / 南海和歌山市駅行
- 161系統（湊線）：JR和歌山駅行

また、大十バスが4月下旬から11月下旬までの土曜・日曜・祝日限定で「高野マリンライナー」を高野山奥の院まで運行している。

## 隣の駅
南海電気鉄道
 和歌山港線
■特急サザン・■急行（平日のみ）・■普通
和歌山市駅 (NK45) - （県社分界点） - 和歌山港駅 (NK45-1)
- 県社分界点はかつては久保町駅という旅客駅であったが、同駅と和歌山市駅の間にあった築地橋駅・築港町駅とともに2005年（平成17年）11月27日に廃止された。なお県社分界点から当駅間は和歌山県が第三種鉄道事業（保有）を行う区間であり、駅舎も和歌山県が所有している。南海電気鉄道は第二種鉄道事業者（運送）となる[6]。

### 廃止区間
南海電気鉄道
和歌山港線
和歌山港駅 - 水軒駅